# Еніс Бен-Хатіра
Еніс Бен-Хатіра (нім. Änis Ben-Hatira, нар. 18 липня 1988, Берлін) — німецький та туніський футболіст, півзахисник берлінської «Герти» та національної збірної Тунісу.

## Клубна кар'єра
Народився 18 липня 1988 року в місті Берліні. Вихованець юнацьких команд футбольних клубів «Реїнікендорфер Фуксе», «Теніс Боруссія» та «Герта».
У дорослому футболі дебютував 2006 року виступами за команду «Гамбург II», в якій провів загалом три сезони, взявши участь у 39 матчах чемпіонату. 
Своєю грою за команду дублерів привернув увагу представників тренерського штабу основної команди «Гамбурга», до складу якої почав залучатися 2007 року. Відіграв за гамбурзький клуб наступні два сезони своєї ігрової кар'єри.
Протягом 2009—2010 років захищав кольори команди клубу «Дуйсбург».
2010 року повернувся до клубу «Гамбург». Цього разу провів у складі його команди один сезон. У складі «Гамбурга» був одним з головних бомбардирів команди, маючи середню результативність на рівні 0,45 голу за гру першості.
До складу клубу «Герта» приєднався 2011 року. Наразі встиг відіграти за берлінський клуб 33 матчі в національному чемпіонаті.

## Виступи за збірні
2006 року дебютував у складі юнацької збірної Німеччини, взяв участь у 8 іграх на юнацькому рівні, відзначившись 4 забитими голами.
Протягом 2007–2009 років  залучався до складу молодіжної збірної Німеччини. На молодіжному рівні зіграв у 15 офіційних матчах, забив 1 гол. У складі цієї команди став чемпіоном Європи на молодіжній першості континенту 2009 року.
На дорослому рівні вирішив захищати кольори історичної батьківщини і 2012 року дебютував в офіційних матчах у складі національної збірної Тунісу. Наразі провів у формі головної команди цієї африканської країни 4 матчі.

## Титули і досягнення
- Чемпіон Європи (U-21): 2009